# Patty Murray
Patricia Lynn "Patty" Murray (nascida em 11 de outubro de 1950) é uma professora e política americana, sendo a mais antiga senadora de Washington. Murray também é membro do Partido Democrata.

## Biografia
Nascida em 11 de outubro de 1950, em Bothell, no estado de Washington, é filha de Beverly A. McLaughlin e David L. Johns.